# Ægte og uægte
Ægte (fra middelnedertysk echt, retmæssig) har flere betydninger, der alle hænger sammen med at noget er, som det bør være (såsom hvad det påstås at være, hvad der er originalt, eller lignende).
Modsætningen, uægte, har især været relevant i forbindelse med "uægte børn" – børn født uden for ægteskab. Disse børn har som regel ikke været arveberettigede, og har historisk været regnet for mindre værd end deres ægtefødte halvsøskende. Herfra har begrebsparret ægte/uægte bredt sig til andre sammenhænge.
Se også
- Forloren